# Perfume LOCKS!
『Perfume LOCKS!』（パフューム・ロックス）は、2008年3月31日から2021年3月22日まで、TOKYO FMのラジオ番組『SCHOOL OF LOCK!』（以下、SOL）内で放送されていたコーナーである。

## 概要
- SCHOOL OF LOCK!の校舎内にあるヒミツの研究室「ウルトラサーバー室」にいる、ヒミツの研究員Perfumeが担当。
- 2008年6月から8月まで、日本工学院専門学校がスポンサーに就く。
- 2011年3月17日の放送では、被災者を励ますための特別版が放送された。その中で、Perfumeは地震発生時にミュージック・ビデオ撮影のために横浜におり、照明が倒れるほどの揺れで停電も発生したため、皆で外へ避難したことを明らかにしている。
- 2017年7月3日は、後番組『JET STREAM-50th Anniversary Special-』の特別番組放送のため、コーナー自体は休止となったが、番組オープニングで3人が登場し、同年9月に行う「Perfume FES」の出演者情報を発表した[1]。
- 2021年3月1日の放送で、同月22日を以って休講（終了）することを発表[2]。13年の放送に幕を閉じた[3]。

## コーナー
- ヒミツの研究依頼

Perfumeに研究してほしいことを生徒から募集。採用された研究課題は「ウルトラサーバー」から出力され、提示される。
- 気になる姫

気になる姫（あ〜ちゃん）は、世の中の全ての事柄を気になるか気にならないかで判断する。その気になる姫が「気になりそうなこと」を募集。採用されると、気になる姫が「気になること」かどうかを判断してくれる。
- かしゆかばーさん

困っていることをかしゆかばーさん（かしゆか）に相談するコーナー。困っていることを「ばーさんの知恵袋」が解決してくれる。ただし、ばーさんが発した言葉をまともに聞き取ることができないことが多く、解決に結びつかないことも多々ある。
しかし、研究室に来るたび、かしゆかばーさんの滑舌は上達している。
- - あ〜ちゃんばーさん

かしゆかばーさんが連れてきた友達。かしゆかばーさんとは対照的で、言葉は聞き取りやすいが、天然さを強調している。かしゆかばーさんと一緒にしゃべるとまともには聞けず、のっちややましげ校長が激怒していた。
- こどものっち

子どもになり切った（のっち）がかしゆかお姉さんとあ～ちゃんお姉さんに、無邪気に質問するコーナー。「小さい秋」について判定してくれる。こどもだけにこどもの日前後にも登場した。
- イップン探偵

リスナーの身の回りで起きた“難事件”を、Perfumeが1分で解決する。
- 気になるDJ

気になる姫同様、世の中の全ての事柄を気になるか気にならないかで判断するが、気になる姫とは別人のようである。
- 恋の方程式

毎回異なったテーマに基づいて、「○＋○＝○」という形で恋についての方程式を作るコーナー。
- シツモントライアングル

ウルトラサーバーから出される3択の質問をきれいに3人それぞれ違う答えを言い、直角二等辺三角形を作るコーナー。
- ノチルダ先生（のっち）

カナダから来日した英語教師。Perfumeの歌の和訳ならなぜか日本人のように話せる。海外ツアーへ向けてPerfumeの歌（英語の歌詞の部分）を使って発音する独自の練習法で指導している。

## 放送時間
- 月曜日 - 木曜日 22:55 - 22:58（2008年3月31日 - 11月27日）

TOKYO FM、AIR-G'、エフエム青森、エフエム岩手、Date fm、エフエム秋田、Boy-FM、ふくしまFM、FMぐんま、FM長野、FM-NIIGATA、K-MIX、FM AICHI、Radio 80、radio CUBE FM三重、FMとやま、FM福井、Kiss-FM KOBE、FM岡山、V-air、広島FM、エフエム山口、エフエム香川、エフエム徳島、エフエム高知、エフエム佐賀、エフエム大分、μFMで放送。
- 木曜日 23:08 - 23:25（2008年12月4日 - 2013年3月28日）
- 月曜日 23:08 - 23:25（2013年4月1日[10] - 2016年5月30日、2017年3月6日 - 2021年3月22日）
- 月曜日 23:13 - 23:30（2016年6月6日 - 2017年2月27日）

休講
- 2009年12月31日、SOLの短縮授業のため。
- 2010年3月25日、映画『ソラニン』とコラボ放送のため。
- 2014年7月14日、SOL内でラジオドラマ放送のため。
- 2015年10月5日、開校10周年記念スペシャルのため。
- 2016年8月29日、未確認フェスティバル2016LIVEスペシャルのため。
- 2017年7月3日、SOLの短縮授業のため。
- 2018年12月31日、SOLの年越し特番のため。
- 2019年5月6日、特別番組の放送のため。
- 2019年12月30日、SOL内で特別授業が行われたため。